# Third and Double
Third and Double — третий студийный альбом итальянской группы Gabin, выпущенный в 2010 году.

## Об альбоме
В записи альбома принимали участие музыканты Z-Star, Мия Купер, Надия Миранда, Крис Корнелл, Флора Пюрим, Барабара Кассини и Гэри-Гоу. Первым синглом с альбома стала песня «Lost and Found», записанная при участии Мии Купер, вторым — «The Alchemist».
Композиции «Wicked», «The Game» и «Lies» также были выпущены синглами.
Обозреватели хотя и благожелательно приняли пластинку, но не стали скрывать её недостатков. Денис Шлянцев из газеты Взгляд.ру считает, что на ней Gabin вновь исполняют акустический поп с женским джазовым вокалом в сочетании с клавишными и духовыми инструментами. По их мнению, Third and Double приятен, но однороден и теряет свою силу при внимательном прослушивании.
Джой Тартаглия из music.com.ua полагает, что на Third and Double Gabin пытались взять слушателя не качеством, а количеством, а также отметил, что было бы дурно придираться к качеству альбома, так как музыканты тщательно выделили инструментальные партии, струнные внушают мечтательность, духовые веют то правильной тоской, то «дежурным» оптимизмом, затем звучат джазовые вокалы. Согласно его обзору, итальянцы уже не такие, какими они пришли на европейскую сцену в 2002 году, хотя они свободно чувствуют себя в туманно-обтекаемых мелодиях, которые перекликаются с поп-музыкой 30-х и 50-х годов, роком и электроникой 2000-х, с соулом и лаунжем 60-х.
Наиболее приятным моментом обозреватель счёл участие солиста Криса Корнелла из Soundgarden в записи вокала для гитарной поп-рок-композиции «Lies», однако он назвал её трудно узнаваемой, посчитав, что и весь альбом тоже не имеет практически никакого отношения к раннему творчеству коллектива. Несмотря на это, критик не признал Gabin плохой группой, в то же время упомянув, что они почти перестали быть непохожими на всех остальных, а также добавил, что количество переросло совсем не в то качество, какое бы хотелось.
В итальянском хит-параде альбом достиг 40 места. В греческом чарте занял 33 позицию.

## Список композиций
| №   | Название                            | Длительность |
| --- | ----------------------------------- | ------------ |
| 1.  | «Intro»                             | 0:43         |
| 2.  | «Keep It Cool»                      | 7:31         |
| 3.  | «Slow Dancin' Dans La Maison»       | 5:15         |
| 4.  | «So Many Nights»                    | 5:02         |
| 5.  | «The Alchemist»                     | 5:02         |
| 6.  | «Frame»                             | 7:18         |
| 7.  | «Life Can Be So Beautiful»          | 5:09         |
| 8.  | «Life Can Be So Beautiful Part(y)2» | 3:05         |
| 9.  | «Pretty Please»                     | 3:56         |
| 10. | «Wicked»                            | 4:59         |
| 11. | «Lies»                              | 3:58         |
| 12. | «Share My Rhythm»                   | 5:03         |
| 13. | «Outro»                             | 1:26         |
| 14. | «Soul Scrubble»                     | 4:41         |

| №  | Название            | Музыка | Длительность |
| -- | ------------------- | ------ | ------------ |
| 1. | «The Game»          |        | 3:17         |
| 2. | «Lost and Found»    |        | 4:18         |
| 3. | «Baby, Good-Bye»    |        | 4:38         |
| 4. | «A Vida Agora»      |        | 4:56         |
| 5. | «City Song»         |        | 5:18         |
| 6. | «Ready, Set, Go»    |        | 6:50         |
| 7. | «If You Want Me»    |        | 2:51         |
| 8. | «Fim De Noite»      | Gabin  | 4:49         |
| 9. | «Between The Lines» |        | 4:35         |

## Участники записи
- Барбара Кассини (англ. Barbara Cassini) — вокал (диск 2: дорожка 8)
- Гэри Гоу (англ. Gary Go) — вокал (диск 2: дорожка 5)
- Крис Корнелл (англ. Chris Cornell) — вокал (диск 1: дорожка 11)
- Макс Боттини (итал. Max Bottini) — бас-гитара
- Мия Купер (итал. Mia Cooper) — вокал (диск 1: дорожки 2, 4, 5, 9, 12; диск 2: дорожки 1, 2, 3, 6, 7, 9)
- Надия Миранда — вокал (диск 1: дорожка 10)
- Филиппо Клэри (итал. Filippo Clary) — клавишные, синтезатор
- Флора Пюрим (исп. Flora Purim) — вокал (диск 2: дорожка 4)
- Z-Star — вокал (диск 1: дорожки 3, 7, 8)